# Maria Clotilde của Ý
Maria Clotilde của Ý, hay Maria Clotide của Savoia (Ludovica Teresa Maria Clotilde, 02 tháng 3 năm 1843 - 25 tháng 06 năm 1911) sinh ra tại Torino, con gái của Vittorio Emanuele II của Ý và Adelheid Franziska của Áo, vợ của Napoléon-Jérôme Bonaparte. Maria Clotide cũng được Giáo hoàng Piô XII phong là Tôi tớ Chúa. 

## Gia đình
Maria Clotilde là con cả trong 8 người con của Vittorio Emanuele II của Sardegna và Adelheid Franziska của Áo. Cha của Maria Clotilde sau này trở thành Quốc vương nước Ý và được biết đến là Victor Emmanuel II của Ý.
Ông bà nội của Maria Clotilde là Carlo Alberto I của Sardegna và Maria Theresia của Áo.
Ông bà ngoại của cô là hoàng tử nước Áo Rainer của Áo và Elisabeth của Savoy. Rainer là một người con trai của Leopold II của Thánh chế La Mã.

## Hôn nhân
Ngày 30 tháng 01 năm 1859, Maria Clotilde kết hôn tại Turin với Napoléon Bonaparte Paul Joseph Charles (1822-1891). Họ có ba người con:
| Tên                       | Sinh | Mất  | Ghi chú |
| ------------------------- | ---- | ---- | --- |
| Napoléon Victor Bonaparte | 1862 | 1926 | Kết hôn với Clémentine của Bỉ, con gái của Leopold II của Bỉ và Marie Henriette của Áo.                                                                      |
| Napoléon Louis Bonaparte  | 1864 | 1932 | Trung tướng Nga và là Thống đốc xứ Yerevan. |
| Marie Laetitia Bonaparte  | 1866 | 1926 | Trở thành vợ thứ 2 của cậu làAmedeo của Savoia (1845–1890), Công tước xứ Aosta vào năm 1888. Amadeo từng là Quốc vương Tây Ban Nha từ năm 1870 đến năm 1873. |